# والدهایم (زاکسن)
شهر والدهایم (به آلمانی: Waldheim) در ایالت زاکسن در کشور آلمان واقع شده‌است.